# La Parisienne (chanson de Casimir Delavigne)
Pour les articles homonymes, voir La Parisienne.

La Parisienne est une célèbre chanson de Casimir Delavigne.
Elle est composée en 1830 juste après la Révolution de Juillet et en hommage à celle-ci.
Elle se chante sur l'air d'une marche militaire allemande Ein Schifflein Sah Ich Fahren harmonisé par Auber. Cette chanson allemande est originaire de Westphalie, où elle était encore populaire en 1886.
Après avoir connu un grand succès, jusqu'à devenir l'hymne national de la France durant le règne de Louis-Philippe Ier, La Parisienne est à présent oubliée par le grand public.

## Paroles
1
Peuple français, peuple de braves,

La Liberté rouvre ses bras ;

On nous disait : soyez esclaves !

Nous avons dit : soyons soldats !

Soudain Paris, dans sa mémoire

A retrouvé son cri de gloire.

Refrain :

En avant, marchons

Contre les canons ;

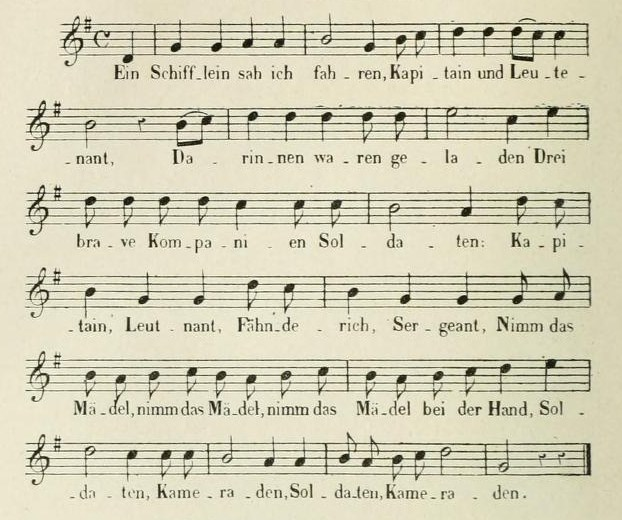
La chanson allemande Ein Schifflein Sah Ich Fahren sur l'air de laquelle Casimir Delavigne a placé La Parisienne.

À travers le fer, le feu des bataillons,

Courons à la victoire. (bis)
2
Serrez vos rangs, qu'on se soutienne !

Marchons ! chaque enfant de Paris

De sa cartouche citoyenne

Fait une offrande à son pays ;

Ô jour d'éternelle mémoire !

Paris n'a plus qu'un cri de gloire :

(refrain)
3
La mitraille en vain nous dévore,

Elle enfante des combattants ;

Sous les boulets voyez éclore

Ces vieux généraux de vingt ans.

Ô jour d'éternelle mémoire !

Paris n'a plus qu'un cri de gloire :

(refrain)
4
Pour briser leurs masses profondes,

Qui conduit nos drapeaux sanglants ?

C'est la liberté des deux Mondes,

C'est Lafayette en cheveux blancs.

Ô jour d'éternelle mémoire !

Paris n'a plus qu'un cri de gloire :

(refrain)
5
Les trois couleurs sont revenus,

Et la colonne, avec fierté,

Fait briller à travers les nues

L'arc-en-ciel de sa liberté,

Ô jour d'éternelle mémoire !

Paris n'a plus qu'un cri de gloire :

(refrain)
6
Soldat du drapeau tricolore,

D'Orléans ! roi qui l'a porté,

Ton sang se mêlerait encore

À celui qu'il nous a couté.

Ô jour d'éternelle mémoire !

Paris n'a plus qu'un cri de gloire :

(refrain)
7
Tambours, du convoi de nos frères,

Roulez le funèbre signal ;

Et nous, de lauriers populaires

Chargeons leur cercueil triomphal.

Ô temple de deuil et de gloire !

Panthéon, reçois leur mémoire !

(pour cette dernière strophe les paroles du refrain sont modifiées :)

Portons-les marchons

Découvrons nos fronts

Soyez immortels vous tous que nous pleurons,

Martyrs de la victoire. (bis)